# 공군최고사령부
공군최고사령부(독일어: Oberkommando der Luftwaffe; OKL)는 나치 독일의 공군의 최고 통수기관이다.

## 역사
독일 공군인 루프트바페는 공군총수 헤르만 괴링에 의해 설립되었다. 괴링은 국가항공성을 통해 독일의 모든 군사 및 민간 항공을 통제했다. 이러한 상황은 스페인 내전에 독일이 개입할 때까지 지속되었다.
1937년 초, 괴링은 국가항공성을 군사분야와 민간분야로 분할할 것을 발표했다. 이때 군사부문이 바로 공군최고사령부가 되었다. 그러나 민간항공과 군사항공의 분리는 다 완료되지 못했으며, 군사 부문의 일부 부서(중앙부서, 일반항공청, 감사총국)는 공군총감 에르하르트 밀히 원수의 통제 하에 있었다. 이러한 편성은 나치 당내에서 인기를 얻고 있던 밀히를 견제하기 위한 것이었는데, 그 다음해 괴링은 또다시 조직을 개편하여 밀히에게 딸려 있던 3개 부서를 없애고 공군최고지휘관 직속의 3개 부서를 신설하는데, 다음과 같다.
- 인사 - 로베르트 리터 폰 그라임 소장 담당
- 방공 - 귄터 귀델 포병대장 담당
- 기술 - 에른스트 우데트 소장 담당

## 역대 지도부
공군최고지휘관
1. 헤르만 괴링 제국원수 - 1935년 3월 1일 ~ 1945년 4월 24일
2. 로베르트 리터 폰 그라임 야전원수 - 1945년 4월 29일 ~ 1945년 5월 8일

공군최고사령부 장군참모장
1. 발터 베버 항공대장 - 1935년 3월 1일 ~ 1936년 4월 24일
2. 알베르트 케셀링 항공대장 - 1936년 6월 5일 ~ 1937년 5월 31일
3. 한스위르겐 슈툼프 항공대장 - 1937년 6월 1일 ~ 1939년 1월 31일
4. 한스 예쇼네크 상급대장 1939년 2월 1일 ~ 1943년 8월 19일
5. 귄터 코르텐 항공대장 - 1943년 8월 25일 ~ 1944년 7월 22일
6. 베르너 크라이페 항공대장 - 1944년 8월 2일 ~ 1944년 10월 28일
7. 카를 콜러 항공대장 - 1944년 11월 12일 ~ 1945년 5월 8일[3]

공군최고지휘관기 앞면 (1935년 ~ 1945년)
공군최고지휘관기 뒷면 (1935년 ~ 1938년)
공군최고지휘관기 뒷면 (1938년 ~ 1945년)
장군참모장기 (1937년 ~ 1940년)

## 참고 자료
- Caldwell, Donald; Richard Muller (2007). The Luftwaffe Over Germany: Defense of the Reich. MBI Publishing Company. 304쪽. ISBN 1-85367-712-4.[깨진 링크(과거 내용 찾기)]
- Mitcham Jr., Samuel (200). Eagles of the Third Reich: Men of the Luftwaffe in World War II. Stackpole Books. 347쪽. ISBN 0-7864-3937-8.